# Американський вуж північний
Американський вуж північний (Nerodia sipedon) — неотруйна змія з роду неродія родини вужеві. Має 4 підвиди. Інша назва «північна водяна змія».

## Опис
Загальна довжина коливається від 60 см до 1 м. Голова дещо вузька. Тулуб кремезний, важкий з кілеватою лускою і з різноманітним малюнком смуг. Забарвлення може бути майже всіх відтінків від світло—сірого до темно—коричневого, а малюнка — від червоного до чорного. Великі особини можуть виглядати зовсім одноколірними, особливо якщо щойно вибралися з води.

## Спосіб життя
Полюбляє болота, ставки та струмки. Активний удень. Харчується рибою і амфібіями.
Це живородна змія. Самиця у серпні—жовтні народжує до 100 дитинчат.

## Розповсюдження
Мешкає на сході і в центрі США, виключаючи крайній південний схід. Зустрічається також у провінціях Онтаріо та Квебек (Канада).

## Підвиди
- Nerodia sipedon insularum
- Nerodia sipedon pleuralis
- Nerodia sipedon sipedon
- Nerodia sipedon williamengelsi